# Sony Ericsson F305
Sony Ericsson F305 — сотовый телефон фирмы Sony Ericsson. Первый телефон в линейке F — телефонов Sony Ericsson для игр (сокращенно от слова Fun). Цифра 3 указывает на то, что телефон будет относиться к среднему ценовому сегменту, а 5 — что телефон выполнен в форм-факторе слайдера.
- Аудио: AAC/MP3/MP4/3GP/AMR-NB/WAV/General MIDI (GM)/SP-MIDI/WMA
- Видео: 3GP (H. 263)/MP4

- Браузер: HTML, есть xHTML

- Комплектация:
  - Мобильный телефон Sony Ericsson F305
  - Стерео-гарнитура Stereo Headset HPM-60
  - Ремешок на запястье
  - Зарядное устройство
  - Аккумулятор
  - Инструкция
  - Запасная задняя панель

## Ссылка
- Описание на сайте Sony Ericsson (F305c)(англ.)
- Презентация на сайте Sony Ericsson(англ.)